# Edward Burr Van Vleck
Edward Burr Van Vleck (Middletown (Connecticut), 7 de junho de 1863 — Madison (Wisconsin), 3 de junho de 1943) foi um matemático estadunidense.
Filho do astrônomo John Monroe Van Vleck, graduado na Universidade Wesleyan em 1884, pós-graduado na Universidade Johns Hopkins em 1885-1887, com doutorado na Universidade de Göttingen, em 1893. Foi professor assistente e depois professor na Universidade Wesleyan, de 1895 a 1906, e depois de 1906 professor na Universidade do Wisconsin-Madison, onde o prédio da matemática leva seu nome. Em 1913 foi presidente da American Mathematical Society, sendo primeiro editor associado do Transactions of the American Mathematical Society, de 1902 a 1905, e editor, de 1905 a 1910. Autor do livro Theory of Divergent Series and Algebraic Continued Fractions (1903), e de diversas monografias em periódicos matemáticos. Seu filho, John Hasbrouck Van Vleck, foi laureado com o Nobel de Física de 1977.

## Publicações
- Selected topics in the theory of divergent series and of continued fractions (New York; MacMillan, 1905).